# Джон Коккериль
Акционерное общество «Джон Коккериль» (фр. Société anonyme John Cockerill) — одна из крупнейших сталелитейных и машиностроительных компаний мира, основанная в Бельгии в 1817 году.

## История

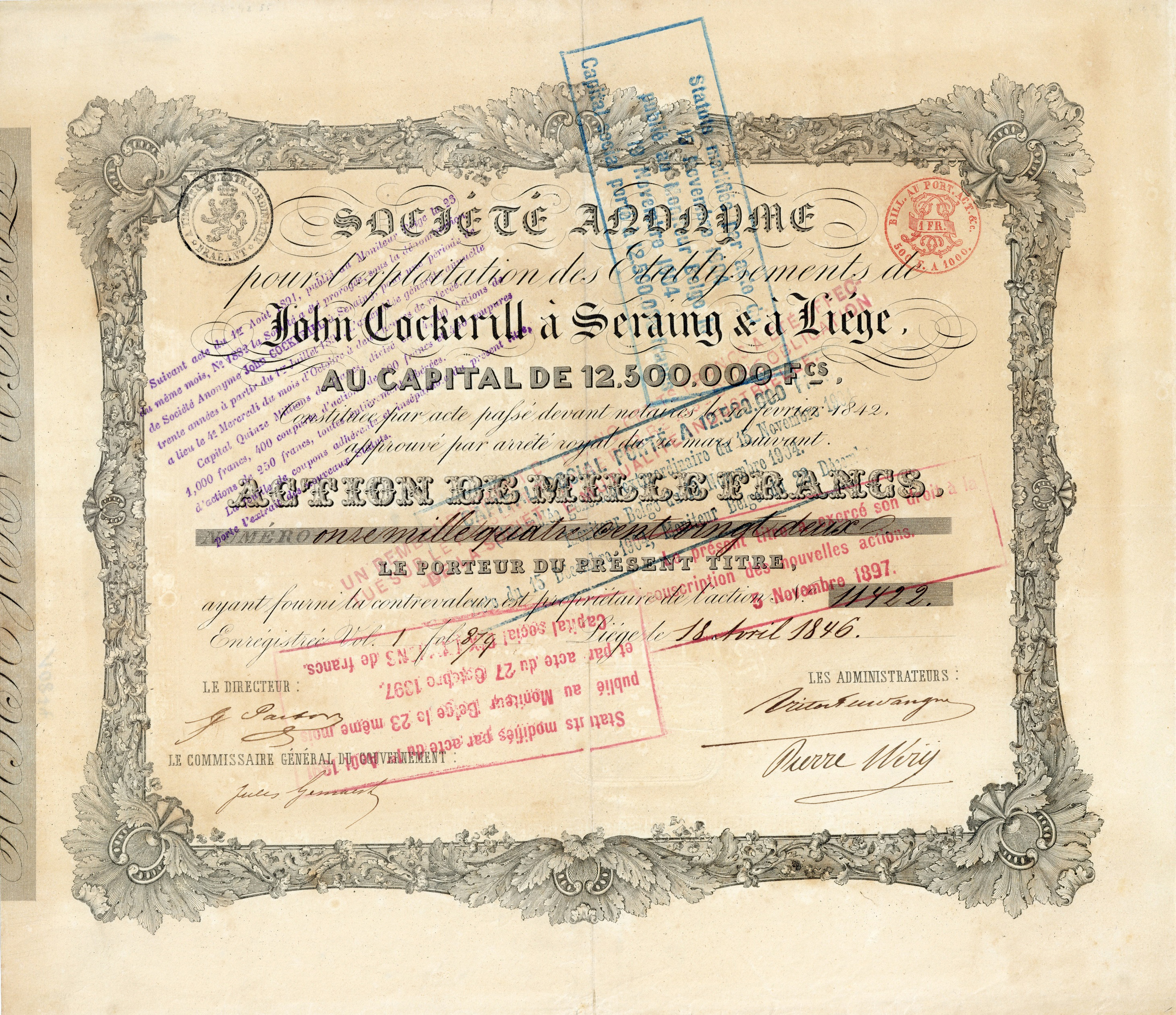
Акция S.A. pour l'Exploitation des Etablissements de John Cockerill à Seraing & à Liège, выпущенная 18 апреля 1846 года в Льеже

Джон Коккериль (Кокрил) работал в ткацкой мастерской отца, Вильяма Коккериля (William Cockerill, 1759—1832), с 1802 года в Вервье, затем открыл собственное дело. Ему было 17 лет, когда он основал в Льеже машинную мастерскую. Купив в Серене замок льежских князей-епископов, он устраивает в нём мастерские для производства паровых машин и ткацких станков. В 1817 году совместно с братом Чарльзом Джеймсом основывает близ Льежа ставшую впоследствии всемирно известной металлургическую и машиностроительную компанию. Выкупив в 1824 году долю брата, Джон стал единственным владельцем фирмы. Он соорудил первую доменную печь, работавшую на коксе вместо древесного угля. В 1833 году на его заводах и фабриках работало около 2500 человек.

### XX и XXI век
После серии консолидаций, слияний, поглощений и покупок, фирма стала в 2008 году частью концерна ArcelorMittal.

## «Джон Коккериль» в России
Оборудование одного из старых бельгийских заводов фирмы «Джон Коккериль» было демонтировано и перевезено в Таганрог для создания Таганрогского металлургического завода. Первую продукцию таганрогский завод выпустил 27 сентября 1897 года.